# トウケイヘイロー
トウケイヘイロー（英：Tokei Halo、香：東京光環）は、日本の競走馬である。主な勝ち鞍は2013年の札幌記念、ダービー卿チャレンジトロフィー、鳴尾記念、函館記念。
馬名の由来は冠名＋父名の一部。

## 経歴

### 2歳（2011年）
デビューは7月31日の新潟競馬場の芝1400m戦で見事にデビュー戦を飾ることができた。2戦目に重賞の新潟2歳ステークスに出走も7着だった。続く中山のカンナステークスは3着に健闘し、東京のくるみ賞で2勝目を飾った。そして暮れの朝日杯フューチュリティステークスは9番人気ながら4着に健闘する。

### 3歳（2012年）
1番人気に推されたシンザン記念は4着、2番人気に推されたファルコンステークスは10着に敗れて人気を裏切った。その後阪神のマーガレットステークスは3着となったものの京都の橘ステークスは11着に惨敗する。夏の新潟の火打山特別で3勝目を飾り、昇級した長岡ステークスは2着だった。

### 4歳（2013年）
7ヶ月ぶりとなった武庫川ステークスを直線抜け出して4勝目となり、オープン入りを果たすと続くダービー卿チャレンジトロフィーは途中から逃げる形となり、最後は押し切って重賞初制覇を果たした。京王杯スプリングカップは逃げるも8着に敗れた。
続いて清水久詞調教師は本馬を安田記念に格上挑戦させようと考えていたが、重賞1勝、さらに降級直後で1600万円以下条件馬というトウケイヘイローの立場では出走すら叶わないことが判明した。当初はマイルの1600万円以下、自己条件参戦を検討していたが、状態の良さに自信があったことで安田記念と同じ週に行われる鳴尾記念（GIII）で未知の2000メートル挑戦を選択。たまたま騎乗馬がいなかった武豊を起用すると、2歳時以来久々コンビの武はスピードに勝るトウケイヘイローを宥めて折り合いを実現、重賞2勝目に導いた。
この勝利で以降陣営は中距離路線への転戦を決断する。次走の函館記念ではスタートを決めるとそのまま逃げ切って重賞2連勝を飾った。札幌記念（この年は札幌競馬場の工事のため函館競馬場で開催）も前走同様にスタートを決めるとそのまま2着馬に6馬身差をつけて逃げ切り、重賞3連勝を果たすと共に札幌記念に出走した馬では初めてサマー2000シリーズのチャンピオンとなった。同一年に函館記念と札幌記念を優勝するのは1975年のツキサムホマレ以来38年ぶり史上2頭目となった。
2歳以来のGI戦となった天皇賞・秋は重賞3連勝でかつ前走の圧勝ぶりが評価され2番人気に支持された。しかし、レースでは予定通りの逃げを打ったが直線で失速し10着に大敗した。後に香港ジョッキークラブの招待を受け香港カップに出走し、終始逃げを打ったがゴールまで50メートル前後で同年の香港ダービー(HKG1)優勝馬であるアキードモフィードに交わされ、1馬身差の2着に終わった。

### 5歳（2014年）〜6歳（2015年）
休み明けとなった中山記念は出遅れが響いて6着に敗れた。次のドバイデューティーフリーでは果敢に先頭に立ちレースを進めたものの、残り400メートル地点前後で早くも後続の競走馬に捕まえられ、ジャスタウェイの7着に終わった。帰国後、陣営は再び海外挑戦を表明し、5月のシンガポール航空インターナショナルカップに出走、果敢に先行し4着に粘った。
帰国緒戦は連覇を目指し札幌記念へ。3番人気に推されたが、前半1000mを58.4秒というハイペースに直線力尽き11着に敗れた。レース後、左前繋部浅屈腱炎を発症したことが判明、休養に入った。
復帰後も惨敗が続き、初ダート戦となった2015年10月3日のシリウスステークス8着のレース後、右前浅屈腱炎を発症したことが判明。9ヶ月以上の休養を要する見込みとなることから引退することとなった。引退後は北海道新ひだか町のアロースタッドで種牡馬となる。

### 種牡馬時代
2016年からアロースタッドで種牡馬生活に入ったが、初年度の種付頭数は10頭であった。そのうち6頭が血統登録され、3頭が出走してそれぞれ勝利を収めたものの、以降は初年度の種付頭数を超えることはなく、産駒成績も初年度産駒のものが最高であった。
2023年11月27日、アロースタッドより種牡馬引退と功労馬としてYogiboヴェルサイユリゾートファームに引き受けられることが発表された。11月28日付で用途変更となり、2024年後期より引退名馬繋養展示事業の助成対象馬となり、引き続き同地で繋養されている。

## 競走成績
| 年月日     | 競馬場   | 競走名                 | 格       | 頭数 | オッズ （人気） | オッズ （人気） | 着順 | 騎手     | 斤量   | 距離（馬場）  | タイム （上り3F） | タイム 差 | 勝ち馬/（2着馬）       |
| ---------- | -------- | ---------------------- | -------- | ---- | --------------- | --------------- | ---- | -------- | ------ | ------------- | ----------------- | --------- | ---------------------- |
| 2011.07.31 | 新潟     | 2歳新馬                |          | 18   | 013.2           | 0（4人）        | 01着 | 柴山雄一 | 54kg   | 芝1400m（良） | 1:23.9 (36.2)     | -0.3      | （ロベルクランツ）     |
| 0000.09.04 | 新潟     | 新潟2歳S               | GIII     | 18   | 154.7           | （17人）        | 07着 | 柴山雄一 | 54kg   | 芝1600m（良） | 1:35.4 (34.1)     | -1.6      | モンストール           |
| 0000.09.17 | 中山     | カンナS                | OP       | 11   | 028.9           | 0（7人）        | 03着 | 武豊     | 54kg   | 芝1200m（良） | 1:08.4 (33.6)     | -0.2      | ビウイッチアス         |
| 0000.10.30 | 東京     | くるみ賞               | 500万下  | 12   | 006.0           | 0（3人）        | 01着 | 後藤浩輝 | 55kg   | 芝1400m（良） | 1:21.4 (33.8)     | -0.2      | （レオアクティブ）     |
| 0000.12.20 | 中山     | 朝日FS                 | GI       | 16   | 014.3           | 0（9人）        | 04着 | 後藤浩輝 | 55kg   | 芝1600m（良） | 1:33.8 (35.8)     | -0.4      | アルフレード           |
| 2012.01.05 | 京都     | シンザン記念           | GIII     | 15   | 003.5           | 0（1人）        | 04着 | 後藤浩輝 | 56kg   | 芝1600m（良） | 1:34.7 (35.1)     | -0.4      | ジェンティルドンナ     |
| 0000.03.17 | 中京     | ファルコンS            | GIII     | 18   | 004.6           | 0（2人）        | 10着 | 後藤浩輝 | 56kg   | 芝1400m（重） | 1:25.3 (37.5)     | -1.3      | ブライトライン         |
| 0000.04.01 | 阪神     | マーガレットS          | OP       | 14   | 005.4           | 0（3人）        | 03着 | N.ピンナ | 56kg   | 芝1400m（稍） | 1:24.0 (35.8)     | -0.3      | シゲルスダチ           |
| 0000.04.22 | 京都     | 橘S                    | OP       | 16   | 004.5           | 0（3人）        | 11着 | N.ピンナ | 56kg   | 芝1400m（稍） | 1:22.9 (35.9)     | -0.8      | ガンジス               |
| 0000.07.22 | 新潟     | 火打山特別             | 1000万下 | 18   | 006.8           | 0（3人）        | 01着 | 吉田豊   | 55kg   | 芝1400m（良） | 1:20.3 (34.5)     | -0.1      | （サイレントソニック） |
| 0000.08.11 | 新潟     | 長岡S                  | 1600万下 | 18   | 004.3           | 0（2人）        | 02着 | 柴田善臣 | 54kg   | 芝1400m（良） | 1:19.9 (34.5)     | -0.2      | エーシンハーバー       |
| 2013.03.03 | 阪神     | 武庫川S                | 1600万下 | 18   | 005.1           | 0（3人）        | 01着 | 川田将雅 | 56kg   | 芝1600m（良） | 1:34.2 (34.6)     | -0.2      | (エーシンミズーリ)     |
| 0000.03.31 | 中山     | ダービー卿CT           | GIII     | 16   | 009.2           | 0（5人）        | 01着 | 松岡正海 | 55kg   | 芝1600m（良） | 1:32.6 (35.1)     | -0.0      | （ダイワマッジョーレ） |
| 0000.05.11 | 東京     | 京王杯SC               | GII      | 18   | 005.0           | 0（2人）        | 08着 | 内田博幸 | 56kg   | 芝1400m（稍） | 1:20.9 (35.2)     | -0.3      | ダイワマッジョーレ     |
| 0000.06.01 | 阪神     | 鳴尾記念               | GIII     | 16   | 011.6           | 0（5人）        | 01着 | 武豊     | 56kg   | 芝2000m（良） | 1:58.9 (34.7)     | -0.2      | （エクスペディション） |
| 0000.07.14 | 函館     | 函館記念               | GIII     | 16   | 004.8           | 0（3人）        | 01着 | 武豊     | 57.5kg | 芝2000m（良） | 1:58.6 (35.7)     | -0.3      | （アンコイルド）       |
| 0000.08.18 | 函館     | 札幌記念               | GII      | 16   | 003.4           | 0（2人）        | 01着 | 武豊     | 57kg   | 芝2000m（重） | 2:06.5 (39.7)     | -1.0      | （アスカクリチャン）   |
| 0000.10.27 | 東京     | 天皇賞（秋）           | GI       | 17   | 004.4           | 0（2人）        | 10着 | 武豊     | 58kg   | 芝2000m（良） | 1:59.7 (37.5)     | -2.2      | ジャスタウェイ         |
| 0000.12.08 | 沙田     | 香港カップ             | G1       | 12   | 0016            | 0（6人）        | 02着 | 武豊     | 126lbs | 芝2000m（Gf） | R2:02.13 (00.0)   | -0.17     | Akeed Mofeed           |
| 2014.03.02 | 中山     | 中山記念               | GII      | 15   | 002.7           | 0（1人）        | 06着 | 武豊     | 57kg   | 芝1800m（稍） | 1:50.7 (37.8)     | -0.9      | ジャスタウェイ         |
| 0000.03.29 | メイダン | ドバイデューティフリー | G1       | 13   |                 |                 | 07着 | 武豊     | 57kg   | 芝1800m（Gd） |                   |           | Just a Way             |
| 0000.05.18 | クランジ | シンガポール航空国際C  | G1       | 12   |                 |                 | 04着 | 四位洋文 | 57kg   | 芝1800m（Gd） | R1:59.92 (00.0)   |           | Dan Excel              |
| 0000.08.24 | 札幌     | 札幌記念               | GII      | 14   | 007.5           | 0（3人）        | 11着 | 四位洋文 | 57kg   | 芝2000m（良） | 2:01.7 (38.9)     | +2.6      | ハープスター           |
| 2015.06.06 | 阪神     | 鳴尾記念               | GIII     | 11   | 009.6           | 0（5人）        | 10着 | 武豊     | 56kg   | 芝2000m（良） | 2:00.6 (37.2)     | +1.8      | ラブリーデイ           |
| 0000.07.12 | 福島     | 七夕賞                 | GIII     | 16   | 014.4           | 0（6人）        | 07着 | 柴田善臣 | 58kg   | 芝2000m（良） | 1:58.6 (34.9)     | +0.4      | グランデッツァ         |
| 0000.08.23 | 札幌     | 札幌記念               | GII      | 15   | 017.8           | 0（6人）        | 09着 | 柴田善臣 | 57kg   | 芝2000m（良） | 1:59.8 (37.0)     | +0.8      | ディサイファ           |
| 0000.10.03 | 阪神     | シリウスS              | GIII     | 12   | 012.8           | 0（6人）        | 08着 | 松若風馬 | 58kg   | ダ2000m（稍） | 2:05.9 (38.9)     | +1.3      | アウォーディー         |

- 馬場状態：GF=Good to firm、Gd=Good

## 血統表
| トウケイヘイローの血統サンデーサイレンス系 / Northern Dancer 12.50% 4x4 | トウケイヘイローの血統サンデーサイレンス系 / Northern Dancer 12.50% 4x4 | トウケイヘイローの血統サンデーサイレンス系 / Northern Dancer 12.50% 4x4 | （血統表の出典）      | （血統表の出典） |
| 父 ゴールドヘイロー 1997 青鹿毛                                         | 父の父*サンデーサイレンス Sunday Silence 1986 青鹿毛                    | Halo                                                                    | Hail to Reason        | Hail to Reason   |
| 父 ゴールドヘイロー 1997 青鹿毛                                         | 父の父*サンデーサイレンス Sunday Silence 1986 青鹿毛                    | Halo                                                                    | Cosmah                |                  |
| 父 ゴールドヘイロー 1997 青鹿毛                                         | 父の父*サンデーサイレンス Sunday Silence 1986 青鹿毛                    | Wishing Well                                                            | Understanding         | Understanding    |
| 父 ゴールドヘイロー 1997 青鹿毛                                         | 父の父*サンデーサイレンス Sunday Silence 1986 青鹿毛                    | Wishing Well                                                            | Mountain Flower       |                  |
| 父 ゴールドヘイロー 1997 青鹿毛                                         | 父の母*ニアーザゴールド Near the Gold 1991 鹿毛                         | Seeking the Gold                                                        | Mr. Prospector        | Mr. Prospector   |
| 父 ゴールドヘイロー 1997 青鹿毛                                         | 父の母*ニアーザゴールド Near the Gold 1991 鹿毛                         | Seeking the Gold                                                        | Con Game              |                  |
| 父 ゴールドヘイロー 1997 青鹿毛                                         | 父の母*ニアーザゴールド Near the Gold 1991 鹿毛                         | *ニヤー                                                                 | Northern Dancer       | Northern Dancer  |
| 父 ゴールドヘイロー 1997 青鹿毛                                         | 父の母*ニアーザゴールド Near the Gold 1991 鹿毛                         | *ニヤー                                                                 | Far                   |                  |
| 母 ダンスクィーン 1992 鹿毛                                             | 母の父*ミルジョージ Mill George 1975 鹿毛                               | Mill Reef                                                               | Never Bend            | Never Bend       |
| 母 ダンスクィーン 1992 鹿毛                                             | 母の父*ミルジョージ Mill George 1975 鹿毛                               | Mill Reef                                                               | Milan Mill            |                  |
| 母 ダンスクィーン 1992 鹿毛                                             | 母の父*ミルジョージ Mill George 1975 鹿毛                               | Miss Charisma                                                           | Ragusa                | Ragusa           |
| 母 ダンスクィーン 1992 鹿毛                                             | 母の父*ミルジョージ Mill George 1975 鹿毛                               | Miss Charisma                                                           | *マタテイナ           |                  |
| 母 ダンスクィーン 1992 鹿毛                                             | 母の母ハイネスポート 1982 黒鹿毛                                        | *ノーザンテースト                                                       | Northern Dancer       | Northern Dancer  |
| 母 ダンスクィーン 1992 鹿毛                                             | 母の母ハイネスポート 1982 黒鹿毛                                        | *ノーザンテースト                                                       | Lady Victoria         |                  |
| 母 ダンスクィーン 1992 鹿毛                                             | 母の母ハイネスポート 1982 黒鹿毛                                        | *ファンシミン                                                           | Determine             | Determine        |
| 母 ダンスクィーン 1992 鹿毛                                             | 母の母ハイネスポート 1982 黒鹿毛                                        | *ファンシミン                                                           | Fanciful MissF-No.9-f |                  |

- ファンシミン系の血統である。詳細についてはファンシミンの項を参照のこと。